# Municipis de Bòsnia i Hercegovina
A Bòsnia i Hercegovina, la unitat territorial més petita és el municipi (opština / општина o Opcina / опћина en l'idioma oficial de país). Anteriorment a la guerra dels Balcans, hi havia 109 municipis a Bòsnia. Deu d'ells formaven la zona de Sarajevo. Després de la guerra, el nombre de municipis va augmentar a 143: 79 a la Federació de Bòsnia i Hercegovina i 64 a la República Sèrbia ; el Districte de Brčko no pertany a cap entitat.

Situació de Bòsnia i Hercegovina a Europa

A la Federació els municipis són una part dels cantons, mentre que a la República són una part de les regions.

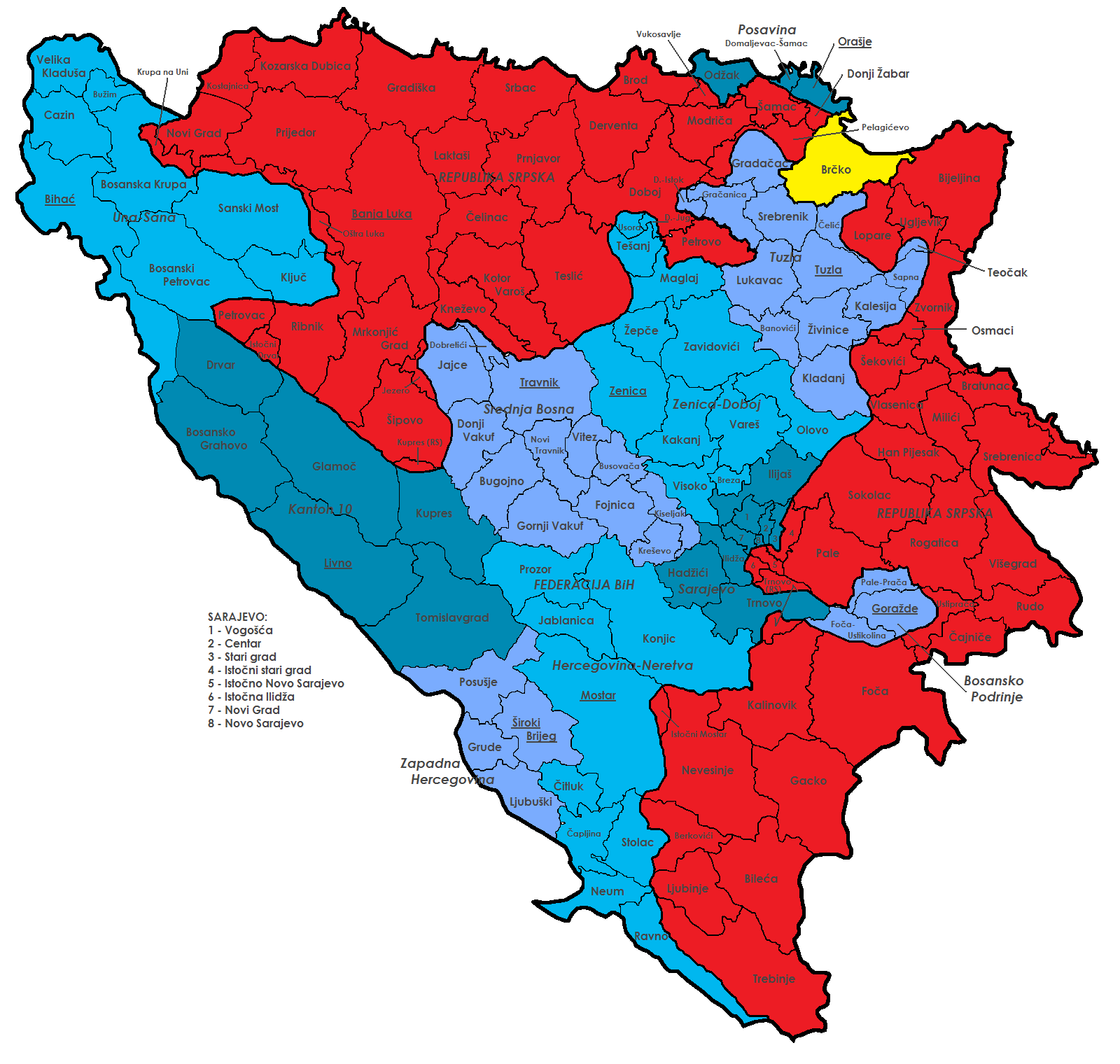
Mapa de les municipalitats de Bòsnia y Hercegovina; en blau les de la Federació de Bòsnia i Hercegovina, en vermell les de la República Sèrbia i en groc el Districte de Brčko.

## Municipis de la Federació de Bòsnia i Hercegovina
Banovići • Bihać • Bosanska Krupa • Bosanski Petrovac • Bosansko Grahovo • Breza • Bugojno • Busovača • Bužim • Čapljina • Cazin • Celic • Centar • Čitluk • Drvar • Doboj Istok • Doboj Jug • Dobretići • Domaljevac-Šamac • Donji Vakuf • focalitzat Ustikolina • Fojnica • Glamoc • Goražd'i • Gornji Vakuf-Uskoplje • Gračanica • Gradačac • Grude • Hadžici • Ilidža • Ilijaš • Jablanica • Jajce • Kakanj • Kalesija • Kiseljak • Kladanj • Ključ • Konjic • Kreševo • Kupres • Livno • Ljubuški • Lukavac • Maglaj • Mostar • Neum • Novi Grad • Novo Sarajevo • Novi Travnik • Odžak • Olovo • Orašje • Pale-Praça • Posušje • Prozor-Branca • Ravno • Sanski Most • Sapna • Široki Brijeg • Srebrenik • Stari Grad • Stolac • Teočak • Tesanj • Tomislavgrad • Travnik • Trnovo • Tuzla • Usora • Vares • Velika Kladuša • Visoko • Vitez • Vogosca • Zavidovići • Žepče • Zenica • Živinice

## Municipis de la República Srpska
Berkovići • Bijeljina • Bileća • Kostajnica • Brod • Bratunac • Čajniče • Čelinac • Derventa • Doboj • Donji Zabar • Foča • Gacko • Grad Banja Luka • Gradiška • Han Pijesak • Istočni Drvar • Istočna Ilidža • Istočni Mostar • Istočni Stari Grad • Istočno Novo Sarajevo • Jezero • Kalinovik • Kneževo • Kozarska Dubica • Kotor Encalloš • Krupa na Uni • Kupres • Laktaši • Ljubinje • Lopare • Milici • Modriča • Mrkonjić Grad • Nevesinje • Novi Grad • Novo Goražd'i • Osmaci • ostra Luka • Pale • Pelagićevo • Petrovac • Petrovo • Prijedor • Prnjavor • Ribnik • Rogatica • Rude • Šamac • Šekovići • Šipovo • Sokolac • Srbac • Srebrenica • Stanari • Teslić • Trebinje • Trnovo • Ugljevik • Višegrad • Vlasenica • Vukosavlje • Zvornik